# Jasem Al-Hail
Jasem Adel Al-Hail (29 febbraio 1992) è un calciatore qatariota, portiere dell'Al-Arabi.

## Carriera

### Club

#### Al-Shahaniya
Nella stagione 2016-2017, inizia la sua carriera professionistica, all'Al-Shahaniya; realizzò in campionato 7 presenze.

#### Qatar SC
Fece sei stagioni al Qatar SC; firmò il contratto per giocare con la seguente squadra il 1º luglio 2017 e finì le sue stagioni alla squadra qatariota il 1º luglio 2023.

#### Al-Arabi
Il 1º luglio 2023 finì di giocare al Qatar SC e iniziò la sua avventura lo stesso giorno all'Al-Arabi; al momento ha totalizzato 11 presenze.

### Nazionale
Il 12 ottobre 2018, lo convocò con la nazionale maggiore del Qatar il mister Félix Sánchez Bas; però dopo tanto che gioca in questa nazionale ancora non ha realizzato alcuna presenza.